# الجامعة البريطانية في دبي
تأسست الجامعة البريطانية في دبي (BUiD) في عام 2003 كجامعة قائمة على البحث. وهي مرخصة من وزارة التربية والتعليم - شؤون التعليم العالي في دولة الإمارات العربية المتحدة (وزارة التعليم بالإمارات حالياً) وجميع برامجها معتمدة من قبل لجنة الاعتماد الأكاديمي.
الجامعة البريطانية في دبي هي جزء من تحالف استراتيجي مع ثلاث جامعات من مجموعة راسل في المملكة المتحدة: جامعة إدنبرة، وجامعة مانشستر، وجامعة غلاسكو.
تقع الجامعة البريطانية في دبي في مدينة دبي الأكاديمية العالمية، دبي.

## نظرة عامة
كانت الفكرة الأصلية للجامعة قد نشأت من لجنة التجارة والاقتصاد بين دبي والمملكة المتحدة (DUKTEC)، والتي ضمت مرشحين من حكومة دبي وحكومة المملكة المتحدة. وكان من المعتقد في البداية أن الجامعة البريطانية ستساعد في توظيف العمال المغتربين البريطانيين والاحتفاظ بهم، لكن استطلاعًا لاحقًا لم يكن حاسمًا بشأن هذه النقطة. كان هناك بالفعل مجموعة من البرامج الجامعية في الإمارة، وكان العديد من الطلاب الجامعيين يفضلون الدراسة بعيدًا عن الوطن. وعلاوة على ذلك، كثفت المناقشات الفرصة أمام جامعة قائمة على البحث لتقديم مساهمة أكثر أهمية في تطلعات دبي التنموية.
تأسست الجامعة البريطانية في دبي كمؤسسة غير ربحية بموجب القانون رقم 5/2003 الذي أصدره الشيخ مكتوم بن راشد بن سعيد آل مكتوم حاكم دبي، ومؤسسوها هم مؤسسة آل مكتوم، وهيئة دبي للتطوير والاستثمار (دبي القابضة حاليًا)، وبنك دبي الوطني (الإمارات دبي الوطني حاليًا)، ومجموعة الأعمال البريطانية، ورولز رويس.
تعمل الجامعة البريطانية في دبي بالتعاون مع المنظمات والمؤسسات الرائدة بما في ذلك شريكها المساهم الرئيسي شركة أتكينز، ومؤسسة صندوق المعرفة، ووزارة التربية والتعليم في دولة الإمارات العربية المتحدة، والهيئات الحكومية والجهات المرتبطة بها في القطاعين العام والخاص في دولة الإمارات العربية المتحدة.

## البرامج
برامج البكالوريوس:
- بكالوريوس في المحاسبة والمالية
- بكالوريوس في إدارة الأعمال
- بكالوريوس في الهندسة المعمارية
- بكالوريوس في الهندسة الكهروميكانيكية
- بكالوريوس في علوم الكمبيوتر (الذكاء الاصطناعي)
- بكالوريوس في علوم الكمبيوتر (هندسة البرمجيات)

برامج الماجستير:
- حافظة برامج الماجستير في إدارة المشاريع (إدارة المشاريع / إدارة مشاريع البناء / إدارة مخاطر المشاريع المؤسسية / إدارة مشاريع تكنولوجيا المعلومات / إدارة مشاريع البنية التحتية)
- ماجستير في إدارة الأعمال (العام / المالية / إدارة الموارد البشرية / التسويق / الاستدامة)
- ماجستير في العلوم المالية (البنوك / أسواق رأس المال / إدارة المخاطر المالية / التمويل الإسلامي / العام)
- ماجستير في قانون البناء وحل النزاعات
- ماجستير في التربية

ماجستير التربية في القيادة الإدارية والسياسة ماجستير التربية في التربية الخاصة والشاملة ماجستير التربية في تدريس اللغة الإنجليزية للمتحدثين بلغات أخرى (TESOL) ماجستير التربية في تكنولوجيا المعلومات والاتصالات ماجستير التربية في تعليم العلوم ماجستير التربية في علم النفس ( نفس) ماجستير التربية في التعلم والتعليم
- ماجستير في هندسة خدمات البناء
- ماجستير في الإدارة الهندسية (إدارة الطاقة / الصيانة والموثوقية / إدارة الجودة الشاملة)
- ماجستير في الهندسة الإنشائية
- ماجستير في المعلوماتية (إدارة المعرفة والبيانات)
- ماجستير في إدارة تكنولوجيا المعلومات (ذكاء الأعمال / ذكاء الأعمال الإلكترونية)
- ماجستير في التصميم المستدام للبيئة المبنية (التصميم المعماري / التصميم الداخلي / المباني الذكية / التصميم الحضري)

برامج الدكتوراه:
- دكتوراه في التربية ودكتوراه في التربية
- دكتوراه في إدارة الأعمال
- دكتوراه في إدارة المشاريع
- دكتوراه في الهندسة المعمارية والبيئة المبنية المستدامة
- دكتوراه في علوم الحاسوب

برامج المنح الدراسية
- المنح الجامعية
- منح الدراسات العليا

## روابط خارجية
- الجامعة البريطانية في دبي